# Klaus Umbach
Klaus Umbach (* 24. April 1936; † 28. Januar 2018 in Köln) war ein deutscher Kultur-Journalist, der durch seine pointierten Artikel und Glossen im Magazin Der Spiegel, aber auch als Buchautor bekannt wurde.

## Leben
Umbach studierte Jura. Er war anschließend als Redakteur bei der EMI tätig, auch bei der Deutschen Welle. Von 1969 bis 2007 war er Musikredakteur im Kulturbereich des deutschen Nachrichtenmagazins Der Spiegel.

## Werke

### Bücher
- (Hrsg.) Richard Wagner – ein deutsches Ärgernis. Rowohlt, Hamburg 1982, ISBN 3-499-33034-2.
- Geldschein-Sonate. Das Millionenspiel mit der Klassik. Ullstein Verlag, Berlin 1990, ISBN 3-550-06450-0.
- Celibidache, der andere Maestro. Piper Verlag, München 1995, ISBN 978-3-492-22553-3.

### Musiktheater
- Wahnfried – Ein deutsches Stammlokal. Die wunderbare Welt der Wagners. Ein kleines Gesamtkunstwerk. Uraufführung am 27. August 2006, Ruhrtriennale, Regie: Markus Dietze.[2]